# SN 2009gj
SN 2009gj – supernowa typu IIb odkrtyta 20 czerwca 2009 roku przez nowozelandzkiego astronoma amatora Stuarta Parkera.